# Рістоматті Хакола
Рістоматті Хакола (фін. Ristomatti Hakola) — фінський лижник, призер чемпіонату світу. 
Хакола здобув срібну медаль чемпіонату світу 2021 року, що проходив у німецькому Оберстдорфі, в командному спринті у парі з Йоні Мякі. 

## Кар'єра
Рістоматті Хакола вперше виступив на міжнародних змаганнях, що проводяться під егідою FIS, в 2008 році у Вуокатті. Але його дебют виявився невдалим: у гонці з роздільним стартом на 15 км вільним стилем молодий лижник посів 90-е місце.
Найбільш успішно Хакола виступає в спринті, однак фін бере участь і в дистанційних видах програми. У 2015 році Рістоматті дебютував на дорослому чемпіонатах світу і добився добрих результатів в спринтерських змаганнях, ставши дев'ятим.
На домашньому чемпіонаті світу Хакола виступив тільки в спринті і зробив ще один крок вперед: фін вперше вийшов у фінал на найбільших змаганнях, проте посів у ньому останнє місце.
Протягом сезону 2017/18 фінський лижник показував стабільні виступи і став за підсумками року п'ятим в спринтерському заліку Кубка світу.
10 лютого 2019 року Рістоматті в парі з Ійво Нісканеном посів третє місце в командному спринті на етапі Кубка світу в Лахті.
28 лютого 2021 року Хакола став віцечемпіоном світу в командному спринті.